# Guennadi Ivantchenko
Guennadi Ivantchenko (30 de julho de 1947) é um russo ex-halterofilista da União Soviética.
Ivantchenko foi campeão mundial em 1970, com 505 kg no triplo levantamento (165 kg no desenvolvimento [movimento-padrão abolido em 1973], 150 no arranque e 190 no arremesso), na categoria até 82,5 kg.
Ele foi ainda por duas vezes campeão europeu.
Quadro de resultados
| Ano  | Posição | Competição                        | Classe de peso | Marca                    |
| 1970 | 1.      | Campeonato Europeu em Szombathely | –82,5 kg       | 487,5 kg (162,5+140+185) |
| 1970 | 1.      | Campeonato Mundial em Columbus    | –82,5 kg       | 505 kg (165+150+190)     |
| 1971 | 1.      | Campeonato Europeu em Sófia       | –82,5 kg       | 500 kg (165+147,5+187,5) |
| 1971 | 1.      | Spartakiada                       | –82,5 kg       | 500 kg (170+147,5+182,5) |

Quadro de recordes
Ivantchenko definiu oito recordes mundiais — um no desenvolvimento, um no arranque, dois no arremesso e quatro no total combinado, na categoria até 82,5 kg.
| Data       | Disciplina      | Marca    | Classe de peso | Lugar    |
| 18.12.1969 | Arremesso       | 191,5 kg | –82,5 kg       | Lvov     |
| 18.12.1969 | Total           | 495 kg   | –82,5 kg       | Lvov     |
| 24.04.1970 | Total           | 500 kg   | –82,5 kg       | Vilna    |
| 17.09.1970 | Total           | 502,5 kg | –82,5 kg       | Columbus |
| 17.09.1970 | Total           | 505 kg   | –82,5 kg       | Columbus |
| 12.02.1971 | Arranque        | 153 kg   | –82,5 kg       | Paris    |
| 25.12.1971 | Arremesso       | 195,5 kg | –82,5 kg       | Riga     |
| 18.05.1972 | Desenvolvimento | 178,5 kg | –82,5 kg       | Riga     |